# San Salvador (galeón)

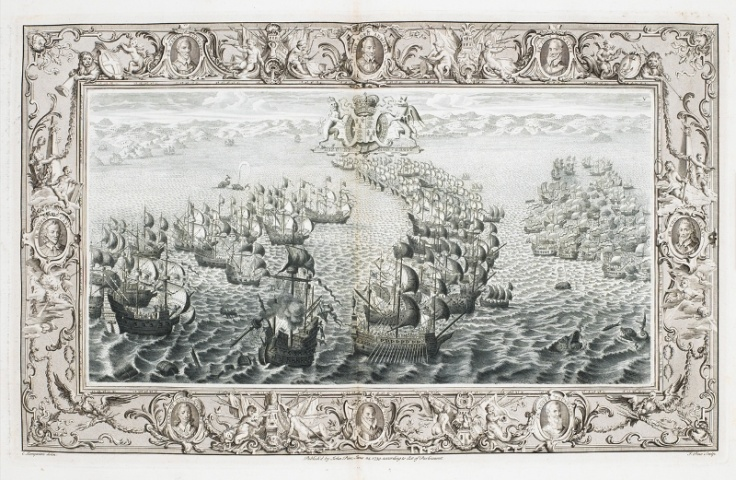
Dibujo de la quema y captura del barco de Miguel de Oquendo, el San Salvador

El San Salvador fue un galeón español de la Armada Invencible, parte del escuadrón guipuzcoano de Miguel de Oquendo. Fue dañado y capturado como resultado del primer encuentro de la Armada con la Marina Real británica en 1588. El San Salvador se perdió en el mar del Canal de la Mancha más adelante ese mismo año.

## Captura
En el primer encuentro con la flota inglesa el 31 de julio de 1588, durante una pausa en la batalla, explotó el almacén de pólvora del San Salvador lo que causó un incendio en una parte de la nave. La flota española pudo apagar las llamas y rescatar a algunos de los heridos. Murieron 49 tripulantes como resultado de esta explosión y 23 habían muerto anteriormente en combate. El 1 de agosto, se ordenó que se hundiera el San Salvador, pero simplemente se lo dejó a la deriva. Los ingleses enviaron una partida de inspección al San Salvador y encontraron aproximadamente cincuenta cuerpos quemados a bordo. El Golden Hind, un barco de la flota inglesa, remolcó el San Salvador hasta el puerto inglés de Weymouth.

## Significado
El galeón San Salvador era una más de las naves de la flota española. Los registros españoles calificaron el barco en 958 toneladas, mientras que la evaluación inglesa calificó el barco en 600 toneladas. Estos son los únicos números disponibles para la calibración del tonelaje de los buques informados entre las dos flotas (los españoles tienden a dar calificaciones más altas). Entre el San Salvador y el Rosario, otro barco capturado durante el primer encuentro, los ingleses recuperaron una cantidad importante de balas de cañón y pólvora. Una estimación indica que fueron unos 229 barriles de pólvora capturados de estos dos barcos, una cuarta parte del total utilizado por los ingleses durante toda la campaña.

## Después de la campaña
El San Salvador se hizo conocido como el gran barco español de la flota inglesa después de su captura. El 15 de noviembre de 1588 se envió un aviso a lord Charles Howard de que el galeón San Salvador se había perdido en el mar en Studland. Veintitrés hombres murieron con el barco y treinta y cuatro fueron salvados por un pequeño buque de guerra. Se creyó inicialmente que un naufragio descubierto en 1983 en la bahía de Studland era el San Salvador, pero en la actualidad se cree que es un barco mercante español, el Santa Maria de Luce.